# Worth the Weight
Worth the Weight es el sexto álbum de estudio de la banda de heavy metal canadiense Anvil, publicado en 1992. Es el único álbum de la banda con Mausoleum Records y también el único que cuenta con la colaboración del guitarrista Sebastian Marino, en reemplazo de Dave Allison.

## Lista de canciones
| N.º | Título                              | Duración |  |
| 1.  | «Infanticide»                       | 7:41     |  |
| 2.  | «On the Way to Hell»                | 6:04     |  |
| 3.  | «Bushpig»                           | 4:08     |  |
| 4.  | «Embalmer»                          | 6:53     |  |
| 5.  | «Pow Wow»                           | 6:00     |  |
| 6.  | «Sins of the Flesh»                 | 5:19     |  |
| 7.  | «A.Z. #85»                          | 3:12     |  |
| 8.  | «Sadness" / "Love Me When I'm Dead» | 8:52     |  |

## Créditos
- Steve "Lips" Kudlow – voz, guitarra
- Sebastian Marino – guitarra
- Ian Dickson – bajo
- Robb Reiner – batería